# Sebastian Haidlauf
Sebastian Haidlauf (* 5. April 1539 in Meßkirch; † 1580) war ein deutscher Geistlicher.
Haidlauf studierte in Ingolstadt und schloss mit Licentia Docendi  ab. 1567 wurde er Pfarrer zu unserer lieben Frau in Ingolstadt. Am 6. Juni 1569 ernannte Papst Pius V. ihn zum Weihbischof in Freising und Titularbischof von Dariensis. Am 7. Mai 1570 weihte Johann Jakob von Kuen-Belasy, Erzbistum von Salzburg, ihn in Salzburg zum Bischof.